# Kovalevskaya (cráter)

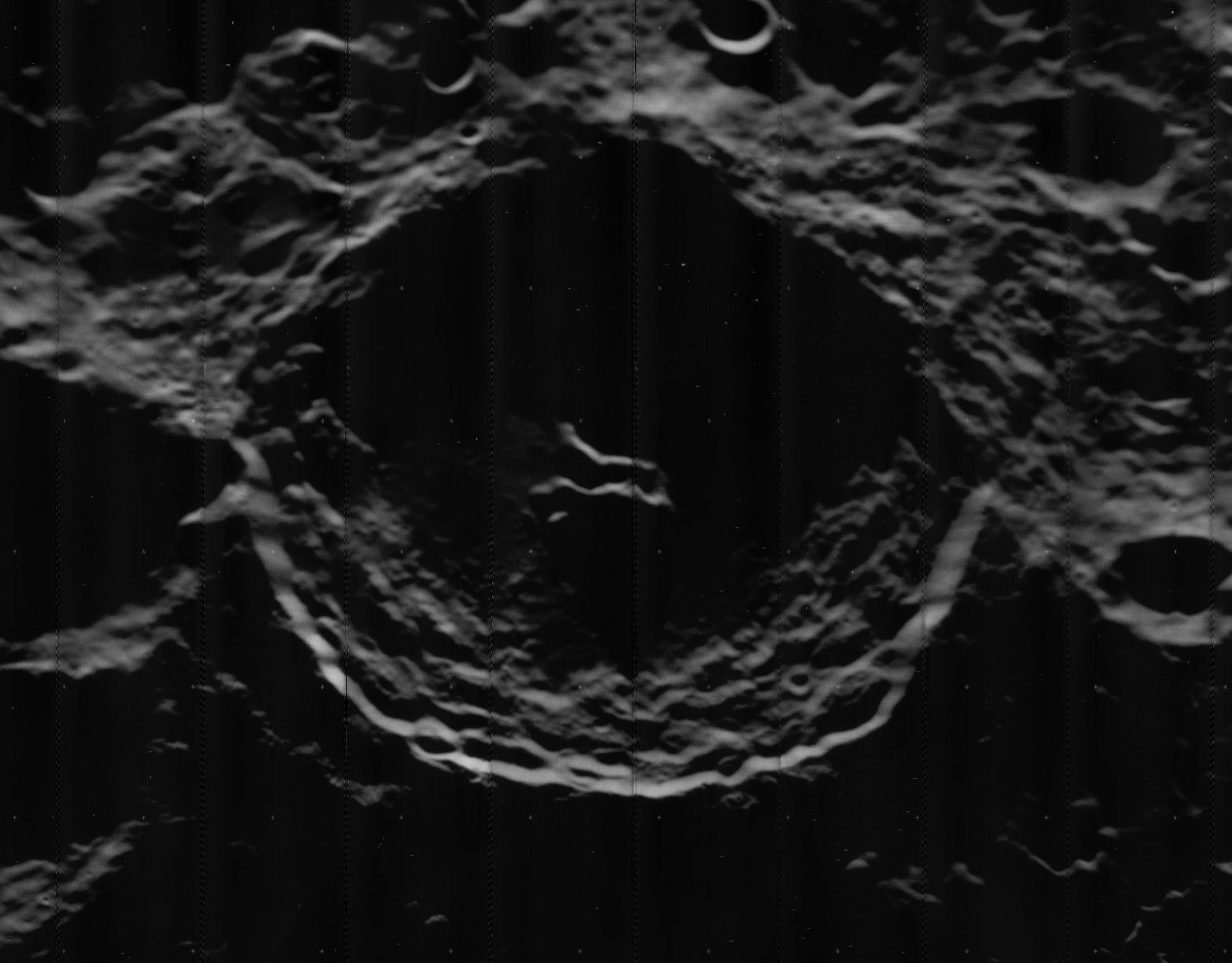
Vista oblicua (Lunar Orbiter 5), con el cráter sobre el terminador

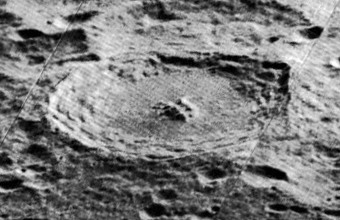
Vista oblicua (Lunar Orbiter 5), mirando al suroeste

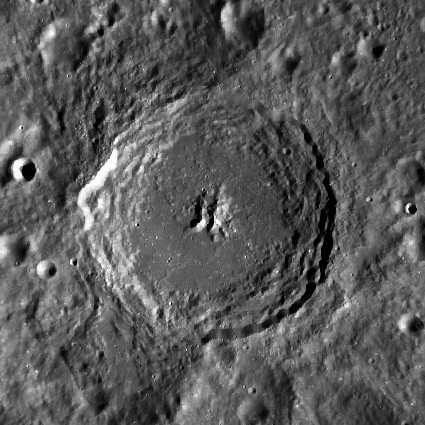
Fotografía de la misión Lunar Reconnaissance Orbiter

Kovalevskaya es un prominente cráter de impacto que se encuentra en la cara oculta de la Luna, al suroeste de la llanura amurallada del cráter Landau. Al sur de Kovalevskaya se encuentran los cráteres Poynting y Fersman.
|  |

Este cráter invade casi la mitad de su gran cráter satélite Kovalevskaya Q al suroeste. El borde exterior de Kovalevskaya  se muestra generalmente bien formado y sin muestras significativas de erosión. En las paredes interiores se han formado terrazas, desplomadas en algunos lugares. En el punto medio del suelo interior aparece una pareja de picos centrales, separados por un valle central con rumbo norte-sur. Algunas colinas se levantan al este de estos dos picos, así como junto a la pared interior del noroeste. El resto del suelo aparece relativamente nivelado y libre de impactos significativos.
El cráter recibió este nombre en memoria de la matemática rusa Sofia Kovalévskaya (1850-1891). El asteroide (1859) Kovalevskaya también conmemora su nombre.

## Cráteres satélite
Por convención estos elementos son identificados en los mapas lunares poniendo la letra en el lado del punto medio del cráter que está más cercano a Kovalevskaya.
|              | \| Kovalevskaya \| Coordenadas \| Diámetro \| \| ------------ \| ------------------------------- \| -------- \| \| D \| 32°42′N 124°24′O / 32.7, -124.4 \| 21 km \| \| Q \| 29°24′N 131°00′O / 29.4, -131.0 \| 101 km \| |          |
| Kovalevskaya | Coordenadas | Diámetro |
| D            | 32°42′N 124°24′O / 32.7, -124.4 | 21 km    |
| Q            | 29°24′N 131°00′O / 29.4, -131.0 | 101 km   |